# Cos humà

f
Les parts del cos humà a la dona i a l'home a l'adultesa

El cos humà és l'estructura física i material de l'ésser humà. Es compon de cap, tronc i extremitats, els braços són les extremitats superiors i les cames les inferiors. Al cos d'una persona morta se l'anomena cadàver.
El cos humà segueix en constant evolució, però és un nouvingut al planeta. Si es considera que la vida va sorgir en la Terra fa 24 hores, l'ésser humà gairebé no ha viscut els últims tres segons.

## Classificació

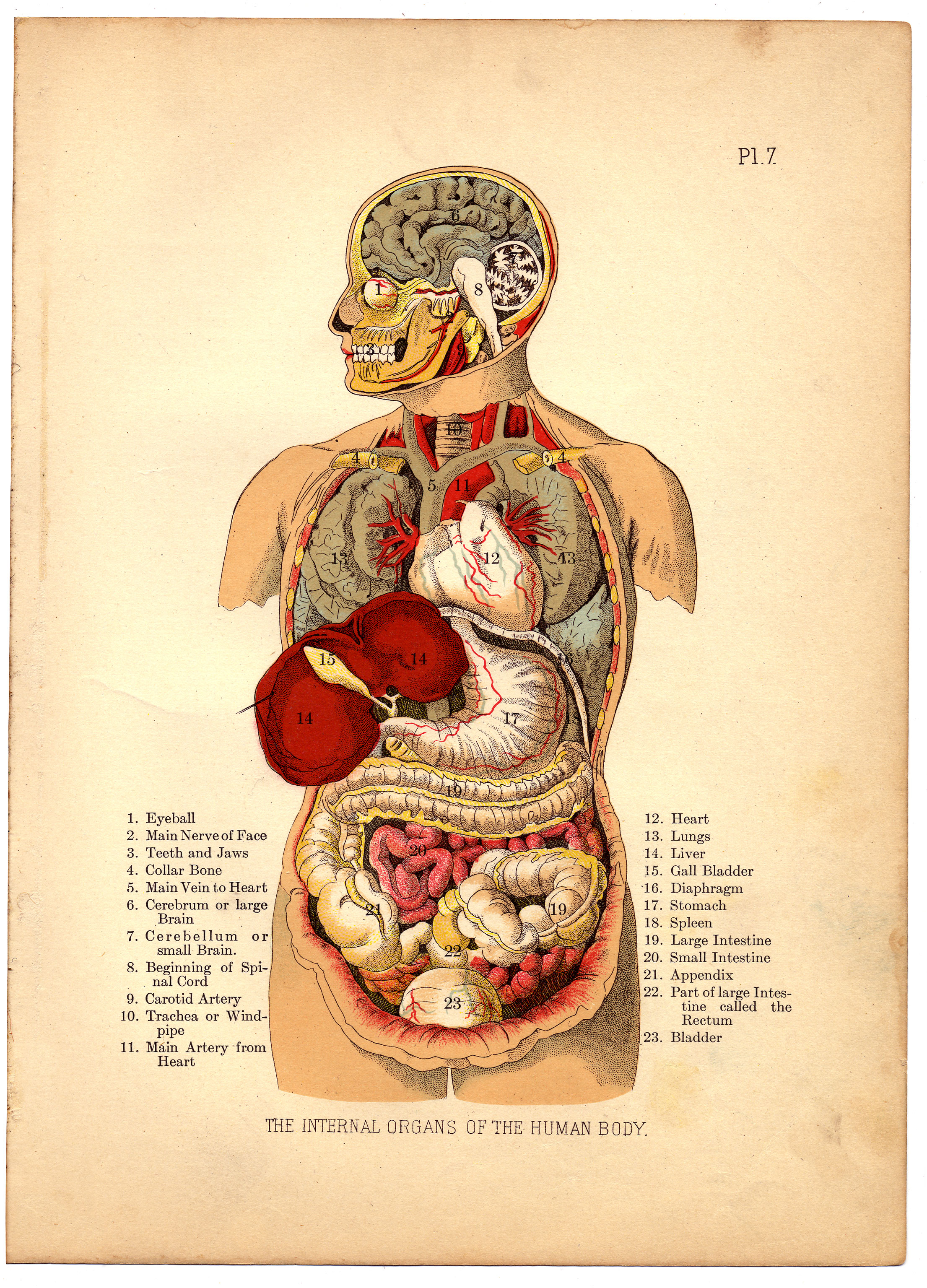
Interior del cos humà, il·lustració de 1905

Un dels sistemes de classificació del cos humà, respecte als seus components constituents, és l'establerta per Wang i Col el 1992:
- Nivell atòmic: hidrogen, nitrogen, oxigen, carboni, minerals.
- Nivell molecular: aigua, proteïnes, lípids, hidroxi-apatita.
- Nivell cel·lular: intracelular, extracelular.
- Nivell anatòmic: teixit muscular, adipós, ossi, pell, òrgans i vísceres.
- Nivell cos íntegre: massa corporal, volum corporal, densitat corporal.

## Sistemes

### Sistema circulatori
El sistema circulatori comprèn el cor i els vasos sanguinis (artèries, venes i capil·lars). El cor impulsa la circulació de la sang, que serveix com a "sistema de transport" per transferir oxigen, combustible, nutrients, residus, cèl·lules immunes i molècules de senyalització (és a dir, hormones) d'una part del cos a l'altre. La sang es compon de líquids que transporten cèl·lules en la circulació, incloent-hi alguns que es mouen del teixit als vasos sanguinis i l'esquena, així com la melsa i la medul·la òssia.

### Sistema digestiu
El sistema digestiu consisteix en la boca, incloent la llengua i les dents, l'esòfag, l'estómac, l'intesti petit i el gros, així com el fetge, el pàncrees, la vesícula biliar i les glàndules salivals. Converteix els aliments en molècules petites, nutritives i no tòxiques per a la seva distribució i absorció al cos.

### Sistema endocrí
El sistema endocrí consisteix en les principals glàndules endocrines: la pituïtària, la tiroide, l'adrenal, el pàncrees, les paratiroides i les gònades, però gairebé tots els òrgans i teixits també produeixen hormones endocrines específiques. Les hormones endocrines serveixen com a senyals d'un sistema corporal a un altre pel que fa a una gran varietat de condicions i que generen diversos canvis de funció.

### Sistema immunitari
El sistema immunitari es compon dels glòbuls blancs, timus, ganglis limfàtics i canals limfàtics, que també formen part del sistema limfàtic. El sistema immunitari proporciona un mecanisme perquè el cos distingeixi les seves pròpies cèl·lules i teixits procedents de cèl·lules externes i substàncies i neutralitzi o destrueixi aquestes últimes mitjançant l'ús de proteïnes especialitzades, com anticossos, citocines i receptors tipus plegat, entre d'altres.

### Sistema tegumentari
El sistema tegumentari consisteix en la cobertura del cos (la pell), incloent els cabells i les ungles, així com altres estructures funcionalment importants, com les glàndules sudorípares i les glàndules sebàcies. La pell proporciona contenció, estructura i protecció per a altres òrgans i serveix com a interfície sensorial principal amb el món exterior.

### Sistema limfàtic
El sistema limfàtic extreu, transporta i metabolitza la limfa, el líquid que es troba entre les cèl·lules. El sistema limfàtic és similar al sistema circulatori tant pel que fa a la seva estructura com a la seva funció més bàsica, per portar un líquid corporal.

### Sistema musculoesquelètic
El sistema musculoesquelètic està format per l'esquelet humà (que inclou ossos, lligaments, tendons i cartílags) i músculs adjunts. Proporciona a l'organisme l'estructura bàsica i la capacitat de moviment. A més del seu paper estructural, els ossos més grans del cos contenen medul·la òssia, lloc de producció de cèl·lules sanguínies. A més, tots els ossos són llocs importants d'emmagatzematge de calci i fosfat. Aquest sistema es pot dividir en el sistema muscular i el sistema esquelètic.

### Sistema nerviós
El sistema nerviós consisteix en el sistema nerviós central (el cervell i la medul·la espinal) i el sistema nerviós perifèric està format per nervis i ganglis fora del cervell i la medul·la espinal. El cervell és l'òrgan del pensament, l'emoció, la memòria i el processament sensorial, i serveix molts aspectes de la comunicació i controla diversos sistemes i funcions. Els sentits especials consisteixen en visió, audició, gust i olor. Els ulls, les orelles, la llengua i el nas recopilen informació sobre l'entorn del cos.

### Sistema reproductor
El sistema reproductor consisteix en les gònades i els òrgans sexuals interns i externs. El sistema reproductiu produeix gàmetes en cada sexe, un mecanisme per a la seva combinació i en la femella un ambient de cura dels primers 9 mesos de desenvolupament de l'infant.

### Sistema respiratori
El sistema respiratori consisteix en el nas, la nasofaringe, la tràquea i els pulmons. Porta l'oxigen de l'aire i excreta el diòxid de carboni i l'aigua torna a l'aire.

### Sistema urinari
El sistema urinari es compon dels ronyons, els urèters, la bufeta i la uretra. Elimina materials tòxics de la sang per produir orina, que porta una varietat de molècules de residus i excés d'ions i l'aigua del cos.

## Organització

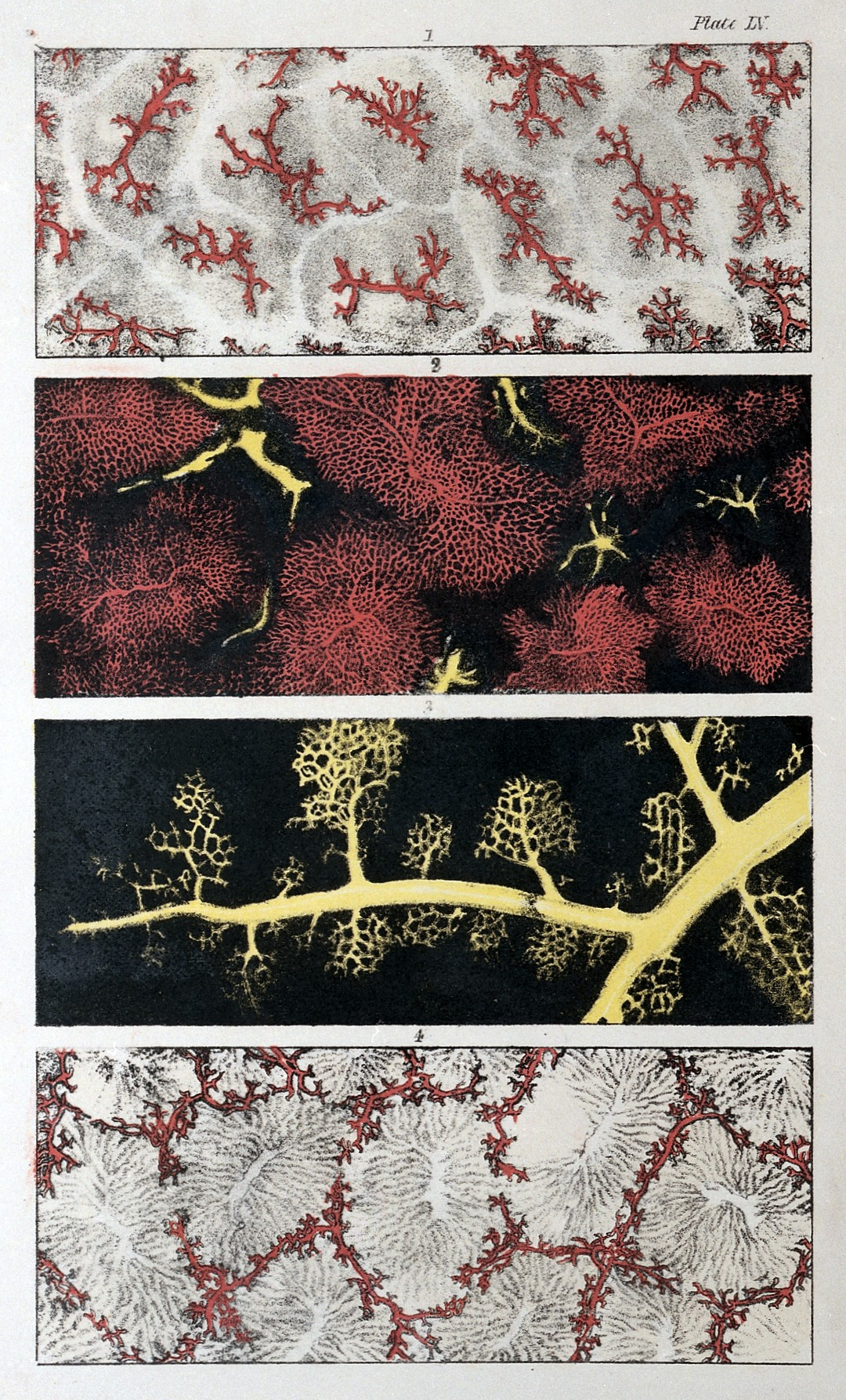
Vistes microscòpiques

El cos humà està organitzat en diferents nivells jerarquitzats. Així, està compost d'aparells, aquests els integren sistemes, que al seu torn estan formats per òrgans conformats per teixits, que estan formats per cèl·lules compostes per molècules.
El cos humà té més de cinquanta bilions de cèl·lules. Aquestes s'agrupen en teixits, els quals s'organitzen en òrgans, i aquests en vuit aparells o sistemes: locomotor (muscular i ossi), respiratori, digestiu, excretor, circulatori, endocrí, nerviós i reproductor.
Quan l'ésser humà arriba l'edat adulta, el cos es compon de prop de cent bilions de cèl·lules. La pell del cos humà té una superfície aproximada de 2 m², i el seu gruix varia entre els 0,5 mm en les parpelles als 4 mm en els talons. La densitat mitjana del cos humà és d'uns 933 kg/m³. L'altura mitjana d'un adult humà és aproximadament d'1'7 m.

## Composició

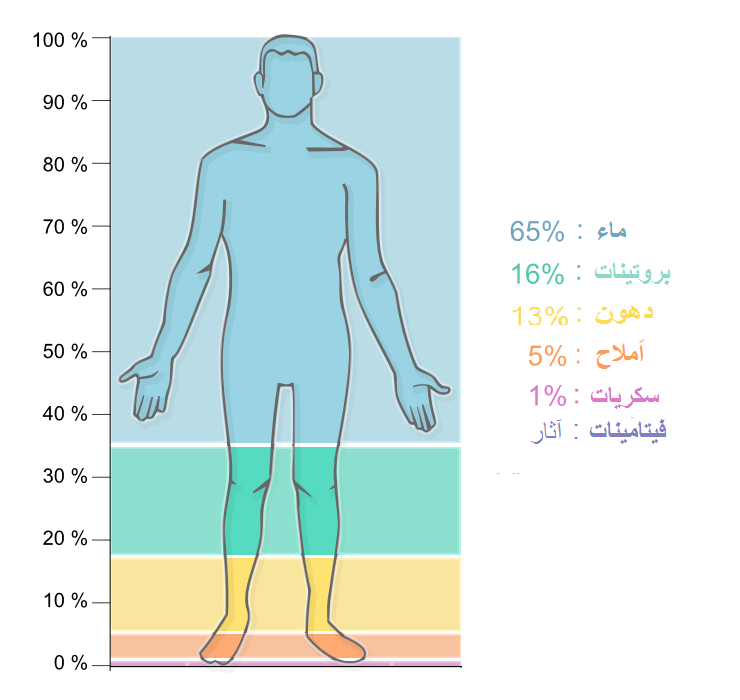
Aproximadament el 65% del cos humà és aigua

Els seus elements constitutius són l'Hidrogen (H) Oxigen (O), Carboni (C) i Nitrogen (N), presentant molts elements en proporcions més baixes. Aquests àtoms s'uneixen entre si per formar molècules, ja siguin inorgàniques com l'aigua (el constituent més abundant de l'organisme humà, 60%) o orgàniques com els glúcids, lípids, pròtids, que converteixen l'ésser humà en una extraordinària màquina complexa, analitzable des de qualsevol nivell: bioquímic, citològic, histològic o anatòmic.

### Elements químics
Proporció dels principals elements químics del cos humà:
- Hidrogen 10,0%
- Oxigen 65,0%
- Carboni 19,37%
- Nitrogen 3,2%
- Calci 1,38%
- Fòsfor 0,64%
- Clor 0,18%
- Potassi 0,22%

### L'aigua del cos humà
L'aigua és el principal component del cos humà, que posseeix un 75% d'aigua en néixer i prop del 60% en l'edat adulta. Aproximadament el 60% d'aquesta aigua es troba a l'interior de les cèl·lules i la resta circula en la sang i banya els teixits. És imprescindible per a l'existència de l'ésser humà, que no pot estar sense beure aigua més de cinc o sis dies sense posar en risc la seva vida.
El cos perd aigua per mitjà dels excrements, la transpiració i l'exhalació del vapor d'aigua en el nostre alè, en funció del grau d'activitat, temperatura, humitat o altres factors.

## Estudi del cos humà

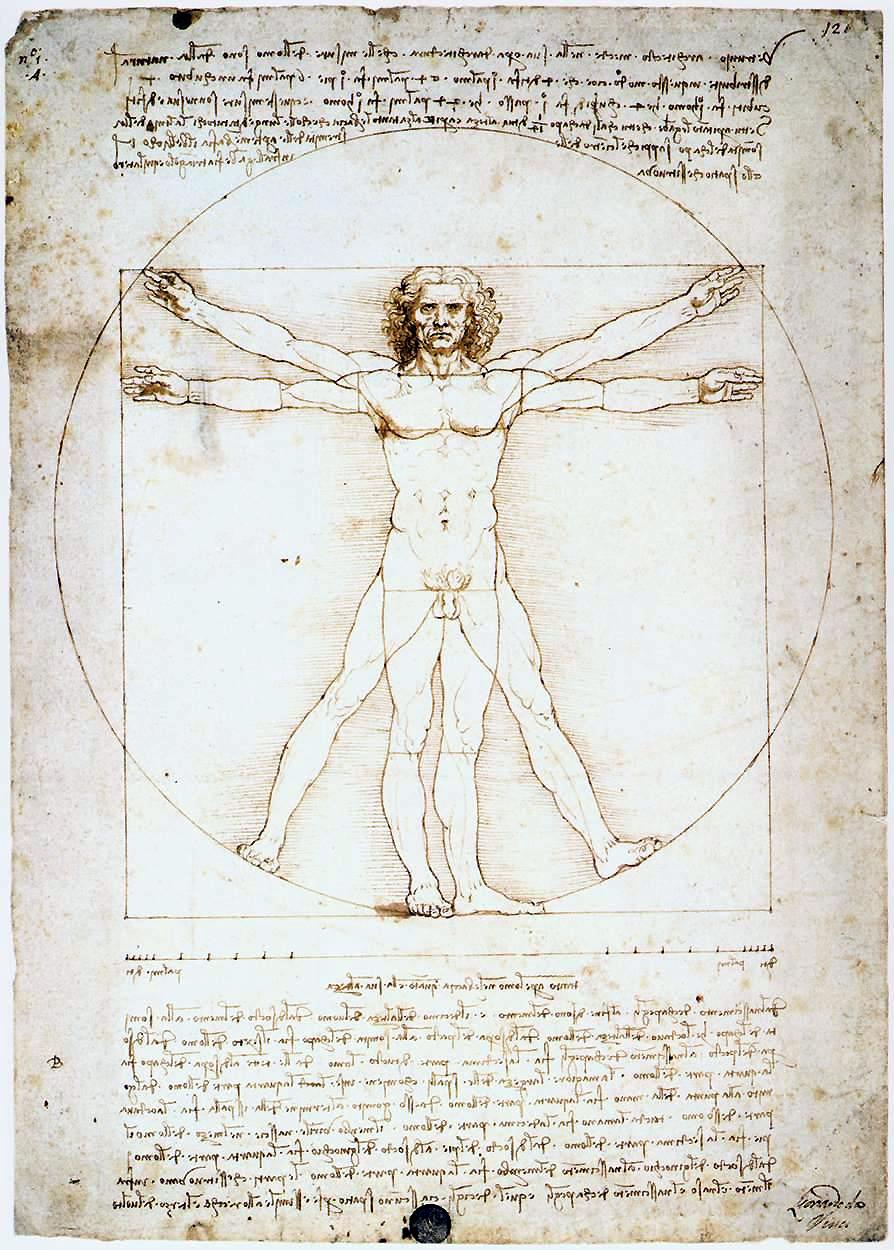
L'Home de Vitruvi, dibuix de Leonardo da Vinci.

L'anatomia humana és la ciència dedicada a l'estudi de les estructures macroscòpiques del cos humà.
La fisiologia humana estudia les funcions del cos humà.
L'antropometria és el tractat de les mesures i proporcions del cos humà.
La citologia és la branca de les ciències biològiques que estudia les cèl·lules. La cèl·lula és la mínima unitat de la vida. Totes les cèl·lules humanes són cèl·lules cèl·lules eucariotes, com les cèl·lules de tots els animals, plantes. Totes les cèl·lules comparteixen uns elements essencials, com són la membrana envoltant, el citoplasma, ric en orgànuls en les cèl·lules eucariotes i un nucli clarament diferenciat en aquest tipus de cèl·lules, amb una membrana nuclear que envolta al material genètic. El nucli, és el "cervell" organitzador de la cèl·lula, i segueix un "programa" o pla general coordinat, escrit, en l'espècie humana, en 100.000 gens, ordenats en 23 parells de cromosomes.
La histologia s'ocupa de l'estudi dels teixits biològics. Hi ha només uns pocs teixits bàsics, que són l'epitelial, el conjuntiu, el muscular i el nerviós, amb els quals l'organisme es relaciona, es protegeix, secreta substàncies, manté la seva forma, es desplaça, coordina les seves funcions i relacions amb el medi.